# Euchrysops horus
Euchrysops horus är en fjärilsart som beskrevs av Stoneham 1938. Euchrysops horus ingår i släktet Euchrysops och familjen juvelvingar. Inga underarter finns listade i Catalogue of Life.